# Robert Parish

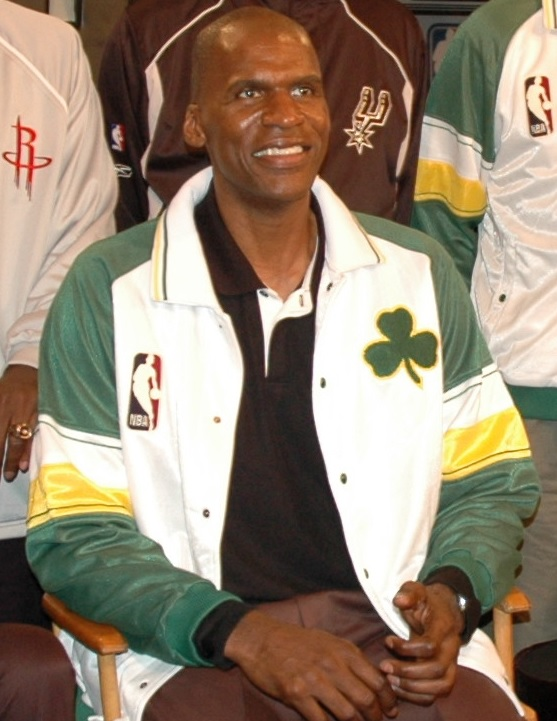
Robert Parish 2009.

Robert Lee Parish, född 30 augusti 1953 i Shreveport, Louisiana, kallad "The Chief", är en amerikansk före detta basketspelare. Han är 2,16 meter lång och spelade som center.

## NBA-karriär
Efter en diskret Collegekarriär blev Parish draftad i första omgången år 1976 NBA Draft av Golden State Warriors, och sedan sänd till Boston Celtics där han hade sina bästa år. Han sa skämtsamt i en intervju; "Being traded from the Warriors to the Celtics is like going from an outhouse to a penthouse".
I hela 14 år stannade han i Boston Celtics (1980 till 1994) där han vann tre mästerskap (1981, 1984 och 1986) tillsammans med legendariska Larry Bird och från 1983 till 1992 även med Kevin McHale. Efter det spelade Parish två till säsonger i Charlotte Hornets och sedan sin sista säsong med Chicago Bulls, där han tog sin fjärde NBA-titel. Han är fortfarande den äldste som spelat i NBA (43 år gammal) och hans totala 1 611 matcher under 21 säsonger har ingen varit i närheten av.
År 1998 reserverade Boston Celtics Robert Parish tröjnummer, "00".

## Lag
- Golden State Warriors (1976–1980)
- Boston Celtics (1980–1994)
- Charlotte Hornets (1994–1996)
- Chicago Bulls (1996–1997)